# XKeyscore

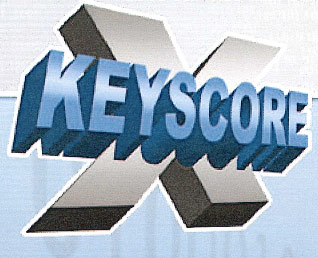
XKeyscoreプログラムのロゴ

XKeyscore（エックスキースコア）は、世界中の外国人に関するインターネット上のデータを検索・分析するために米国国家安全保障局（NSA）が使用する元極秘コンピュータ・システムである。このプログラムは、オーストラリアの国防信号局（DSD）やニュージーランドの政府通信保安局（GCSB）などと共同運営されている。その存在は、2013年7月に米国人でブーズ・アレン・ハミルトン社の元従業員エドワード・スノーデンによって暴露された。

## 暴露
このプログラムの存在は、2013年7月、内部告発者エドワード・スノーデンによってシドニー・モーニング・ヘラルド紙およびオ・グロボ（O Globo）紙上で初めて暴露された。だがそのコードネームはそれ以前の記事にも掲載されており、また他の多くのコードネームと同様に社内公募や従業員のオンライン履歴書でも見ることができた。オ・グロボ紙によると、XKeyscoreは傍受した電子メールの使用言語を分析することにより外国人の国籍を特定する。同紙によれば、この機能はラテンアメリカ諸国、特にコロンビア、エクアドル、メキシコ、そしてベネズエラに適用される。デア・シュピーゲル紙によると、XKeyscoreは数日分のメタデータと通信内容を遡って取り込むこともできる。その記事には、XKeyscoreが傍受できるメタデータの例として検索エンジンに入力された単語の一覧が掲載されている。

## 仕組み
ワシントン・ポスト紙とマーク・アンビンダー（Marc Ambinder、ザ・ウィーク誌（The Week）の総合監修者）によると、XKeyscoreはNSAのデータ検索システムの1つで、ユーザ・インタフェース、バックエンド・データベース、サーバ、そしてNSAが他の手段で収集した特定の種類のメタデータを選別するソフトウェアから構成される。公開されたスライドによると、それらメタデータは3つの異なる情報源から収集される：
- F6 - 在外米国大使館と領事館から操作される特別収集サービス（Special Collection Service、SCS）。
- FORNSAT - 「外国衛星収集」（foreign satellite collection）を意味し、他国が利用するデータ処理衛星からの傍受を行う。
- SSO - 特別情報源操作部（Special Source Operations division）。NSAに属する部門で、ケーブルの盗聴、マイクロ波通信の検知、そしてF6や外国衛星で検出できなかったデータの収集を行う。

ガーディアン紙が公開した文書によると、Xkeyscoreは電子メールのような「強いセレクター」や通信内容のような「弱いセレクター」を同時に問い合わせることができる。分析官は、このツールを使い「異常」を検出することもできる。例えば、特定の人物を指定することなくパキスタン在住のドイツ語話者の一覧を作ることができる。このツールを使うと、「イランで使用されている全てのPGP」といった暗号化された情報を検出することもできる。同文書の但し書きには、非常に幅広い問い合わせを行うと分析官が処理しきれない程大量のデータを取得することができる、とある。このプレゼンテーション資料は、何か関心のあるものが見つかると分析官は必要に応じて特定の項目を要求できることを示唆している。
XKeyscoreはVPNを破る過程で利用され、同時にTAO（Tailored Access Operations）を通じて「利用可能な」（ハッキング可能な）マシンを特定するための手段である可能性がある。XKeyscoreにはGoogle MapsとWebの検索機能もある。さらに、多数の人手に渡った文書の発信源と著者を見つけ出すこともできる 。
2008年には「将来の」機能としてVoIPとExifタグに関する機能が計画された。スマートフォンで撮影された写真のExifタグの多くには地理位置情報（GPS）データが含まれている。
XKeyscoreは数十か国の「米軍と同盟軍および米国大使館や領事館を含むその他の施設」に設置された700以上のサーバの支援を受けて動作している。これらの施設の中には、以下のオーストラリアの4基地とニュージーランドの1基地が含まれる：
- パインギャップ - アリススプリングス近郊
- ショールベイ受信基地 - ダーウィン近郊
- オーストラリア防衛衛星通信基地 - ジェラルトン
- HMASハーマン - キャンベラ郊外
- ワイホパイ基地 - ニュージーランド

2013年7月にガーディアン紙で公開されたNSAプレゼンテーションの詳細解説は、XKeyscoreシステムは継続的に大量のインターネット・データを収集しそれらを短期間だけ保存できる、としている。通信内容は3-5日間だけシステム上に残るが、一方でメタデータは30日間保存される。この解説は2008年に発行された文書も参照しており、その文書には「我々の1日の受信データ総量（20テラバイト以上）は、たったの24時間しか保存できない時もある」という記述がある。
2013年にガーディアン紙で公開されたNSAのスライドでは、XKeyscoreは2008年までに300人のテロリストの逮捕に貢献した、とされている。しかしこの編集済み文書ではテロリスト介在の実例が示されておらず、この主張は実証されていない。
グリースハイム（ドイツ）にあるNSA部局の2011年報告書では、XKeyscoreは監視対象の特定をより簡易化しより効率的にした、としている。以前は分析官は無関係のデータにもアクセスする必要があったが、XKeyscoreを使うことで意図するトピックに集中し無関係のデータを無視できるようになった。また、XKeyscoreは特定の個人ではなくパターンで検索できるため、ドイツのアノニマス運動に関わる活動グループを追跡するためにうってつけツールと言える。分析官は対象が新しいトピックを調査したり、新しい振る舞いを始めた時を知ることができる。
NSAはこのプログラムにコンピュータ・ゲームの様々な特徴を取り入れ、更なる動機付けを試みた。例えば、XKeyscoreに習熟した分析官は「skilz」ポイントを獲得し、「実績解除」することができた。グリースハイムにある訓練部署の分析官たちは、この訓練プログラムに参加しているNSAの全部署の中で「skilzポイントの最高平均点」を達成した。

## ガーディアンによる説明
ガーディアン紙のグレン・グリーンウォルド（Glenn Greenwald）によると、NSAの下級分析官でさえ、裁判所の承認と監督なしに米国人とその他の人々の通話を検索し傍受することが許されている。グリーンウォルドは、下級分析官はXKeyscoreのようなシステムを使うと「電子メールであれ、電話での会話であれ、閲覧履歴であれ、Microsoft Word文書であれ、彼らの望むものは全て傍受することができる。それらを実行する際、裁判所を訪ねる必要も所属部署の上司の承認を得る必要もなかった」と語った。
彼はさらに、分析官たちは長年の通話を収集したNSAのデータバンクを検索し、「NSAが保存したあらゆる通話や電子メールを傍受したり、Web閲覧履歴や利用者が入力したGoogleの検索語を参照したり、特定の電子メールアドレスに送受信した人々やそれらのIPアドレスが将来現れた際に警告する」ことができる、と続けた。

## NSAの反応
2013年7月30日の公式声明で、NSAは「分析官はチェックなしにNSAの収集データにアクセスすることはできない。他の全てのNSAの分析ツールと同様に、XKeyscoreへのアクセスは担当任務のためにアクセスを必要とする職員にのみ制限されている」と述べた。NSAはまた、「厳重な監視と何重ものレベルで構築されたコンプライアンスのメカニズムがある。例えば、収集データの情報源と各分析官の責務に基づいて、ある分析官があるツールを使って行えることを制限することができる」とも述べている。
NSAは、合法的に得られた情報に対してのみ使用された、と述べこのプログラムを擁護した。「それは我々の指導者たちが我が国とその国益を守るために必要な情報を得るための合法的な外国の諜報対象に関する情報である。（中略）XKeyscoreはNSAの合法的な外国通信諜報収集システムの一部として使用されている。（中略）これらのプログラムを使うと、我が国を守り在外米軍と同盟軍を保護するという我々の使命を達成するための情報を収集することができる。」

## 各国での利用

### ドイツ
デア・シュピーゲル紙がスノーデンから得た文書によると、ドイツの諜報機関BND（国外諜報活動）とBfV（国内諜報活動）は、Xkeyscoreへのアクセスを許可され使用した。これらの文書で、BNDは情報収集におけるNSAの最も緊密なパートナーとして描かれていた。2013年7月25日、これらのドイツ諜報機関の幹部たちがドイツ議会の諜報活動監視委員会に対して説明を行うと、政治論争が巻き起こった。彼らは、BNDは2007年以降XKeyscoreを、BfVは2012年以降その試験版をそれぞれ使用している、と明言した。幹部たちはまた、このプログラムの目的はデータの収集ではなくその分析である、と説明した。

### 日本
2017年4月米ネットメディア「インターセプト」は、2013年にNSAがXKeyscoreを日本に提供した事を公開している。この件での朝日新聞の取材に対し、防衛省はコメントは控えると回答している。